# ليونارد هيل
ليونارد هيل (بالإنجليزية: Leonard Hill)‏ هو سياسي أسترالي، ولد في 22 نوفمبر 1886، وتوفي في 21 يوليو 1963. انتخب عضو الجمعية التشريعية لأستراليا الغربية.